# اودوولی
اودوولی (به لاتین: Uduveli) یک منطقهٔ مسکونی در سری‌لانکا است که در استان شمالی (سری‌لانکا) واقع شده‌است.